# Łomianki Powstańców
Łomianki Powstańców – osiedle w mieście Łomianki w województwie mazowieckim.
Obszarem osiedla jest obszar ograniczony:
- od zachodu granicą sołectwa Kiełpin od ulicy Warszawskiej do Cienistej,
- od północy granicą sołectwa Łomianki Chopina,
- od wschodu granicą osiedla Łomianki Trylogia wzdłuż osi ulicy Jedności Robotniczej,
- od południa granicą osiedla Łomianki Górne wzdłuż osi ulicy Warszawskiej.

## Ulice osiedla
- Armii Poznań
- Gwiaździsta
- Adolfa Pilcha
- Wojska Polskiego
- Powstańców Kampinosu
- Powstańców Warszawy
- Mikołaja Reja
- Ignacego Paderewskiego
- Armii Krajowej
- Prymasa Stefana Wyszyńskiego
- Batalionów Chłopskich
- Weteranów
- Jedności Robotniczej
- Rolnicza
- Warszawska